# Granholmen (Nybyn)
Granholmen is een onbewoond langwerpig eiland in de Zweedse Kalixälven met een gebouw erop. Het heeft geen oeververbinding. Het heeft een oppervlakte van ongeveer 6 hectare.